# Веретко Андрій Васильович
Андрій Васильович Веретко (нар. 4 січня 1986) — український футболіст, що грав на позиції півзахисника. Відомий за виступами в клубах першої ліги Івано-Франківської області, загалом зіграв у першій лізі більше 100 матчів.

## Клубна кар'єра
Андрій Веретко розпочав займатися футболом у дитячо-юнацькій школі «Тепловик-ДЮСШ-3» в Івано-Франківську. У 2003 році він дебютував у професійному футболі у складі команди другої ліги «Спартак-2» з Калуша. На початку сезону 2004—2005 років Веретко перейшов до складу команди першої ліги «Спартак» з Івано-Франківська. У першому сезоні в новій команді футболіст більше грав за калуський «Спартак-2», який тоді був фарм-клубом івано-франківської команди, а вже з початку сезону 2005—2006 років став гравцем основи «Спартака». Після розформування команди «Спартак» Андрій Веретко перейшов до нового івано-франківського клубу першої ліги «Прикарпаття», в якому грав до закінчення сезону 2007—2008 років. У 2009 році Веретко грав у складі аматорської команди «Карпати» (Яремче), у складі якого в 2009 році став володарем кубка України серед аматорських команд. У 2010 році Веретко грав у складі команди першої ліги «Енергетик» з Бурштина, після чого до 2014 року грав у складі низки аматорських команд Івано-Франківської області.